# Punctelia jujensis
Punctelia jujensis är en lavart som beskrevs av Adler. Punctelia jujensis ingår i släktet Punctelia och familjen Parmeliaceae.   Inga underarter finns listade i Catalogue of Life.